# Wrentham (Massachusetts)
Wrentham – miasto w Stanach Zjednoczonych, w stanie Massachusetts, w hrabstwie Norfolk.